# Puente de Aniago
El puente de Aniago es un puente sobre el río Adaja situado en el término municipal de Villanueva de Duero, perteneciente a la provincia española de Valladolid, en la comunidad autónoma de Castilla y León.

## Historia
El puente, que salva el curso del río Adaja, se encuentra en Aniago, un despoblado que forma parte del término municipal de Villanueva de Duero. Se construyó con la idea de mejorar la comunicación entre Valladolid y Medina del Campo. Al parecer se construyó entre 1600 y 1610. Fue dañado durante la guerra de la Independencia Española (1808-1814) y reparado en 1840.
Su configuración es de tres ojos, con el arco del medio más amplio que los laterales. El puente aparece descrito en el segundo volumen del Diccionario geográfico-estadístico-histórico de España y sus posesiones de Ultramar de Pascual Madoz con las siguientes palabras:

ANIAGO: puente y pontazgo en la prov. de Valladolid (3 leg.), part. jud. de Medina del Campo (5), jurisd. de Villanueva de Duero (1/4), construido sobre el r. Adaja en el camino que desde La-Seca conduce á la cap. de la prov.; es de hermosa fáb. de piedra, y tiene tres arcos; el del centro bastante grande y de considerable elevacion, y los laterales mas reducidos: durante la guerra de la Independencia el arco mayor ó del medio fue volado por las tropas aliadas, desde cuya época se hallaba reedificado con vigas bien trabadas entre sí, que aseguraban y facilitaban el tránsito. Como dicha obra se realizó por los moradores de los pueblos inmediatos, estaban estos exentos de pagar el pontazgo; hasta que en 1840 se verificó su recomposición á espensas del Sr. conde de Villariezo, quien, al parecer, percibe mediante subarriendo, el derecho mencionado, al que solo estan sujetos los ganados de toda especie. En las inmediacinoes del puente está sit. la magnífica bodega llamada de Aniago, donde los monges del monast. de este nombre, guardaban las cosechas de su estenso viñedo.
(Madoz, 1845, p. 317)